# جاي جاي نيكسون
جاي جاي نيكسون (بالإنجليزية: James Joseph Nickson)‏ هو عالم أورام أمريكي، ولد في 1915، وتوفي في 24 نوفمبر 1985.